# Helt hysteriskt
Helt hysteriskt (eng: Absolutely Fabulous) är en brittisk komediserie inspelad 1992–2011. Serien är skriven av Jennifer Saunders och Dawn French.
Serien hade sitt ursprung i en sketch i TV-serien French & Saunders. Den omfattar fem säsonger, en tvådelad film och fem specialavsnitt. Serien har uppnått kultstatus på många håll och i september 2016 kom biofilmen Absolutely Fabulous: The Movie.
Första avsnittet Fashion sändes första gången i BBC den 12 november 1992. Senaste avsnittet sändes första gången i juli 2012, i samband med OS i London.

## Handling
Serien handlar om Edina Monsoon (Jennifer Saunders) och Patsy Stone (Joanna Lumley), två framgångsrika medelålders kvinnor i modebranschens London som desperat försöker verka yngre och hippare än vad de är. Detta gör de genom att slaviskt följa alla modetrender som finns, samt att hälla i sig kopiösa mängder alkohol. Som motvikt till dessa två finns Edinas dotter Saffron "Saffy" (Julia Sawalha), som är ordentlig, på gränsen till tråkig. Till familjen hör även Edinas lätt dementa mamma (June Whitfield) och Edinas mycket korkade assistent Bubble (Jane Horrocks). Edina har även en son, Serge, som bor i USA. I femte avsnittet i säsong fem föds Saffys dotter Jane.

## Rollista

### Huvudpersoner
- Jennifer Saunders - Edina Monsoon
- Joanna Lumley - Patsy Stone
- Julia Sawalha - Saffron Monsoon
- June Whitfield - mamma
- Jane Horrocks - Bubble, Katy Grin, Lola

### Återkommande roller
- Christopher Ryan - Marshall Turtle
- Mo Gaffney - Bo Turtle
- Naoko Mori - Sarah
- Christopher Malcolm - Justin
- Helen Lederer - Catriona
- Harriet Thorpe - Fleur
- Gary Beadle - Oliver
- Kathy Burke - Magda
- Lulu - Lulu
- Miranda Richardson - Bettina
- Patrick Barlow - Max
- Celia Imrie - Claudia Bing
- Eleanor Bron - Patsys mamma
- Kate O'Mara - Jackie Stone
- Christian Lacroix - Christian Lacroix

## Gästskådespelare
En lång rad kända skådespelare, artister och fotomodeller har medverkat i gästroller i serien, däribland: Marianne Faithfull, Twiggy, Lulu, Emma Bunton, Whoopi Goldberg, Elton John, Graham Norton, Naomi Campbell, Helena Bonham Carter, Ruby Wax, Miranda Richardson, Minnie Driver, Britt Ekland. 

## Avsnitt
Datumen avser första gången avsnittet visades, på brittiska BBC. 

### Säsong 1
1. Fashion, 12 november 1992
2. Fat, 19 november 1992
3. France, 26 november 1992
4. Iso Tank, 3 december 1992
5. Birthday, 10 december 1992
6. Magazine, 17 december 1992

### Säsong 2
1. Hospital, 27 januari 1994
2. Death, 3 februari 1994
3. Morocco, 10 februari 1994
4. New Best Friend, 24 februari 1994
5. Poor, 3 mars 1994
6. Birth, 10 mars 1994

### Säsong 3
1. Door Handle, 30 mars 1995
2. Happy New Year, 6 april 1995
3. Sex, 20 april 1995
4. Jealous, 27 april 1995
5. Fear, 4 maj 1995
6. The End, 11 maj 1995

### Specialavsnitt
1. The Last Shout I, 6 november 1996
2. The Last Shout II, 7 november 1996

### Säsong 4
1. Parralox, 31 augusti 2001
2. Fish Farm, 7 september 2001
3. Paris, 14 september 2001
4. Donkey, 21 september 2001
5. Small Opening, 28 september 2001
6. Menopause, 5 oktober 2001

### Specialavsnitt
1. Gay, 27 december 2002

### Säsong 5
1. Cleanin', 17 oktober 2003
2. Book Clubbin', 24 oktober 2003
3. Panickin', 31 oktober 2003
4. Huntin', Shootin' and Fishin', 7 november 2003
5. Birthin', 14 november 2003
6. Schmoozin', 28 november 2003
7. Exploitin', 5 december 2003

### Specialavsnitt
1. Cold Turkey, 24 december 2004
2. White Box, 25 december 2004
3. Identity, 25 december 2011
4. Job, 1 januari 2012
5. OS-special, juli 2012